# グリーンブーツ

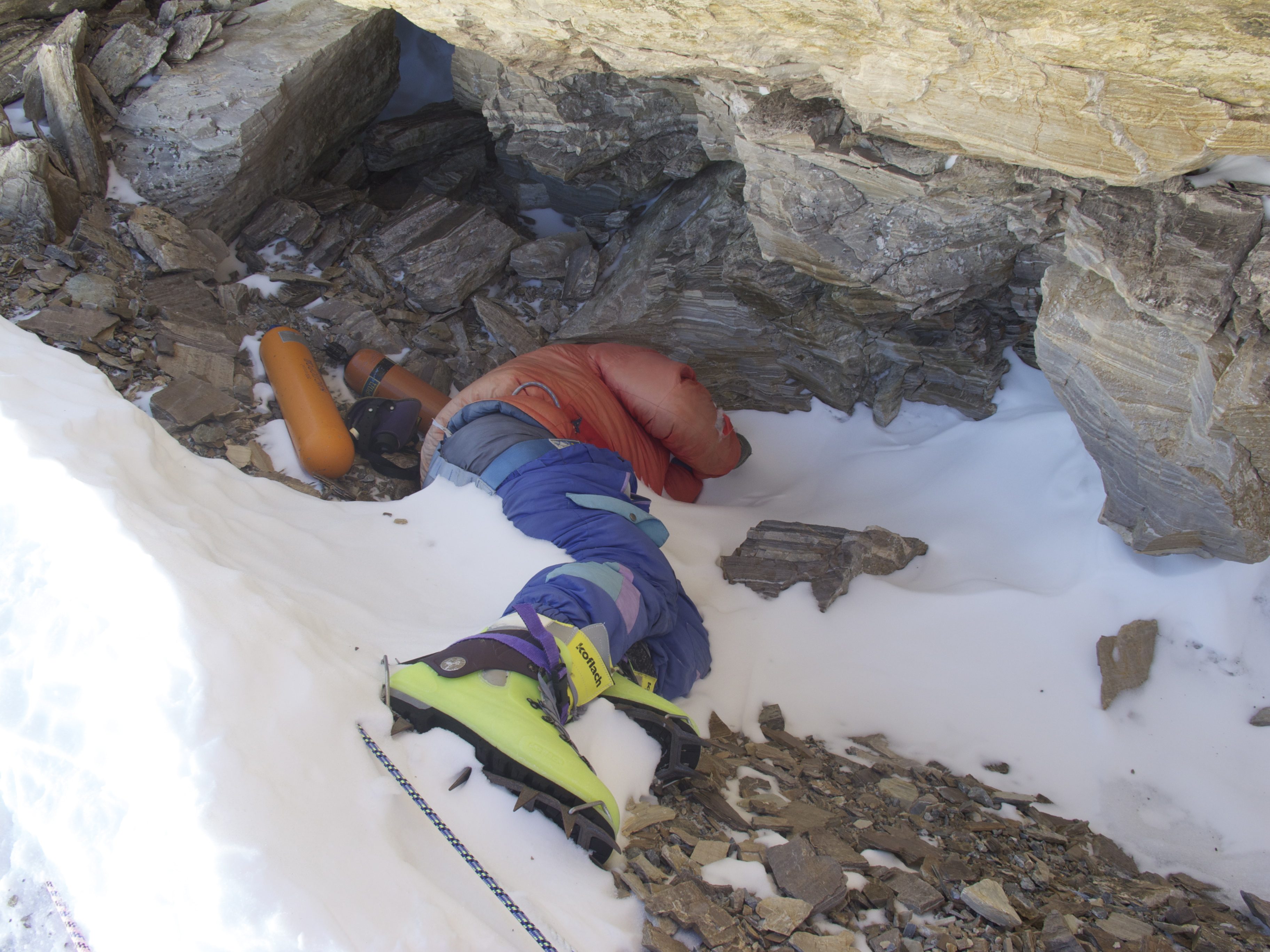
登山者が撮影したグリーンブーツ。2010年撮影。身体の左側を下に横たわっている点に注意。

グリーンブーツ (Green Boots) は、エベレスト山頂への主要なルートとなっている北東稜ルートで、ランドマークとなっていた身元未確認の遺体に付けられた呼称。

## 概要
この遺体は公式には身元が確認されていないが、インド人登山家で1996年にエベレストで遭難死したツェワング・パルジョール (Tsewang Paljor) と考えられている。「グリーンブーツ」という呼称は、遺体が履いているコフラック (Koflach) 社製の緑色の登山ブーツに由来する。北側から登頂を目指す者は皆、この標高8,500 m (27,900 ft)に位置する石灰岩が張り出した洞にあるこの遺体に遭遇する。2006年には、デイヴィッド・シャープがエベレストへの単独登頂に成功した後、この「グリーンブーツ・ケーブ (Green Boots' Cave)」で遭難死した。

## 歴史
最初にグリーンブーツを記録した動画は、2001年5月21日にフランスの登山家ピエール・パペロン (Pierre Paperon) によって撮影された。この動画で、グリーンブーツは身体の右側を下に横たわっていた。パペロンは、シェルパたちから、この遺体について、6ヶ月前に登頂を試みた中国の登山家のものだと聞かされたという。
長年にわたって、この遺体は北ルートのランドマークとして知られ、また、デイヴィッド・シャープの死との関係でも知られてきた。2014年5月、グリーンブーツが姿を消したという報告がなされ、撤去されたか埋葬されたかしたのだろうかと憶測を呼んだ。

## 誰の遺体か

### ツェワング・パルジョール説
グリーンブーツは、インド人登山家ツェワング・パルジョールであると広く信じられている。彼は2人の同僚とともに1996年に登頂を試みた際、コフラック社製の緑のブーツを履いていたが、可能性としては彼と同じ登山隊のメンバーであったドルジェ・モルップ (Dorje Morup) だとも考えられる。1996年のエベレスト大量遭難では、8人の遭難死者が出たが、その中には南東ルートを進んだアドベンチャー・コンサルタンツ隊やマウンテン・マッドネス隊の5人のほか、北東ルートをとった3人が含まれていた。この3人は、インド・チベット国境警察 (ITBP) が派遣したインド隊の登山家たちであった。この遠征隊を率いていたのは、モヒンダール・シン隊長 (Commandant Mohinder Singh) で、彼は東側からエベレストに登頂した最初のインド人であった。
1996年5月10日、ツェワング・サマニア大尉 (Subedar Tsewang Samanla)、ドルジェ・モルップ上等兵 (Lance Naik Dorje Morup)、ツェワング・パルジョール曹長 (Head Constable Tsewang Paljor) の3人が、山頂を目前にして吹雪に襲われた。6人の登頂隊のうち3人は撤退したが、サマニア、モルップ、パルジョールは、そのまま登頂を目指した。ネパール標準時で 15:45 ころ、3人は山頂に達したと無線で隊長に報告した。彼らは山頂に、タルチョーやハタ、ハーケンを捧げ物として残した。ここでリーダーのサマニアは、宗教的儀式のために時間の余裕を使うことを決め、他の2人には下山を指示した。
その後、無線は途絶した。直下のキャンプでは、隊員たちが、標高8,570メートル (28,117 ft)の第2ステップのやや上方を下山する2人のライトを目視した。しかし、3人はいずれも、標高8,300メートル (27,231 ft)に設けられていた前進キャンプまで帰還することができなかった。
後に、この遭難をめぐって、福岡チョモランマ登山隊の日本人登山者たちが、行方不明となったインド隊の隊員たちの救助を怠ったのではないかとして論争が起こった。福岡隊は、標高8,300メートル (27,231 ft)に設けた彼らのキャンプを、中国標準時 06:15 に出発し、15:07 に登頂へ到達した。その途中で、彼らは他の登山者たちに遭遇していた。彼らは、インド隊に行方不明者が出ていることは知らず、皆フードの下にゴーグルと酸素マスクを着けていたこの登山者たちを、台湾隊のメンバーだと思い込んでいた。15:30 から下山を始めた福岡隊は、第2ステップの上方で何かわからない物体が見えると報告した。第1ステップの下方では、ひとりの人間が固定ロープにいると無線で報告した。その後、福岡隊の一員だった重川英介は、近くに立っていた正体不明の男性に声をかけて挨拶した。この時点で、福岡隊が持っていた酸素は、第6キャンプに引き返す分しか残ってなかった。
16:00 に至り、福岡隊は、隊に参加していたインド人のひとりから、3人が行方不明になっていることを知らされた。福岡隊は、救助への参加を申し出たが、断られた。天候の悪化で、更に1日待った後、福岡隊は5月13日に第二次登頂隊を送り出した。彼らは、第1ステップ付近で複数の遺体を見かけたが、そのまま山頂を目指した。
その後、様々な誤解も重なり、福岡隊の行動について厳しい非難もなされたが、後には誤解は解けた。ロイターは、福岡隊は行方不明者の捜索に協力すると言っておきながら登頂に進んだ、とインド隊が非難したと報じた。福岡隊は、登頂の途中で、死にかけている登山者を見捨てたり、救援の求めを拒むようなことはしていないと、報道を否定し、この主張はインド・チベット国境警察にも受け入れられた。インド山岳連盟 (the Indian Mountaineering Federation) の役員であるコーリ大尉 (Captain Kohli) は、5月10日の時点で福岡隊はインド人と会ったと報告していたとして一旦は福岡隊を非難したが、後にそれを撤回した。

### ドルジェ・モルップ説
グリーンブーツは、ツェワング・パルジョール曹長の遺体であるというのが一般的な認識であるが、1997年に『Himalayan Journal』へ発表された「The Indian Ascent of Qomolungma by the North Ridge」（北稜からのインド隊のチョモランマ下山）という、遠征隊の副隊長だった P・M・ダス (P.M.Das) による記事は、遺体がドルジェ・モルップ上等兵のものである可能性を示唆している。ダスによれば、19:30にライトを点けて下山しているところを目視された2人の登山者がいたが、程なくして見えなくなったという。翌日、インド隊の第二次登頂隊のリーダーが無線でベース・キャンプに連絡し、彼らが第1ステップと第2ステップの間をゆっくりと動いているモルップに出会ったと報告した。ダスの記すところでは、モルップは「凍傷にかかった手に手袋をすることを拒み」、「アンカー・ポイントの安全カラビナを外すのにも手間取っている様子であった」という。ダスによれば、福岡隊は、彼が次のロープに取り付く手助けをしたという。 
福岡隊は、ツェワング・サマニアの遺体を第2ステップの上方で発見した。登頂後の帰路、彼らはモルップがまだゆっくりと進んでいるのを見つけた。モルップは、11日の午後に落命したのものと考えられている。ダスは、パルジョールの遺体はまったく見つかっていないと述べている。
インド隊の第二次登頂隊も、頂上からの帰路にサマニアとモルップの遺体に遭遇していた。ダスの記すところでは、モルップは、「下山ルートの近く、第6キャンプ近傍の大きな岩のシェルターの下に横たわっている」といい、着衣やリュックサックも傍に残されているという。

### 他の可能性
グリーンブーツの遺体をなぜ回収しないのかと問われたインド・チベット国境警察は、それがパルジョールの遺体だと断定ができないからであるとして、「それが ITBP の誰かのものだと言う者もいるし、それ以外のインド人だと言う者、また外国人の遺体だと言う者もいる。我々のメンバーもこの遺体を現認しているが、それが我々の組織の者かどうかは断定することはできなかった」と述べて、それ以上の質問には答えなかった。

## グリーンブーツの周辺
グリーンブーツは、21世紀初頭の時点でエベレストに取り残された、およそ200体に上る遺体のひとつとなった。「グリーンブーツ」という呼称がエベレスト界隈でいつ頃定着したのかははっきりしていない。長年の間にこの呼称が一般に広く浸透していったが、それは、北側からの登頂を目指す全ての遠征隊が、石灰岩の洞の中で身を屈めるようにしているこの登山者の遺体を必ず目にしてきたからであった。この洞は、標高8,500メートル (27,887 ft)にあり、空の酸素ボンベがいくつも打ち捨てられている。この洞は、第1ステップより下の、登山ルート沿いにある。
あだ名がつけられている遺体としては、ほかにも、「眠れる美女 (Sleeping Beauty)」と称されているフランシス・ディステファノ＝アーセンティエフ (Francys Distefano-Arsentiev) があり、1998年に遭難死した彼女は登頂に成功しながら下山できなかった。彼女の遺体は、彼女が倒れた場所に留まり、儀礼的に視界から隠された2007年まで、目視することができる状態だった。
さらに、「虹の谷 (Rainbow Valley)」と称される、頂上直下の一帯には、明るい色の登山着をまとったいくつもの遺体が散在している。また、南側ルートの目立つ場所にあったハンネローレ・シュマッツの遺体は、「ドイツ人女性 (the German woman)」という名で知られていたが、彼女は1979年に登頂に成功した後、下山の途中に標高8,200メートル (26,903 ft)で遭難死したのであった。彼女の遺体は、長らくその場所にあったが、その後、斜面の下へ吹き落とされてしまった。
2006年、イギリスの登山家デイヴィッド・シャープがグリーンブーツ・ケーブで、低体温症の状態で、登山家マーク・イングリスの一隊によって発見された。イングリスは無線でシャープを救助するにはどうしたら良いのかと助言を求めたが、為す術はなく、そのまま頂上を目指した。その数時間後、極度の低温の中でシャープは落命した。その日には、他にもおよそ3ダースほどの登山者たちが、死にかけていたシャープの近くを通ったはずであったが、シャープを見かけた者の中にはシャープをグリーンブーツと見誤って、ほとんど注意を払わなかった者もいたと考えられている。